# Мелодика (інструмент)

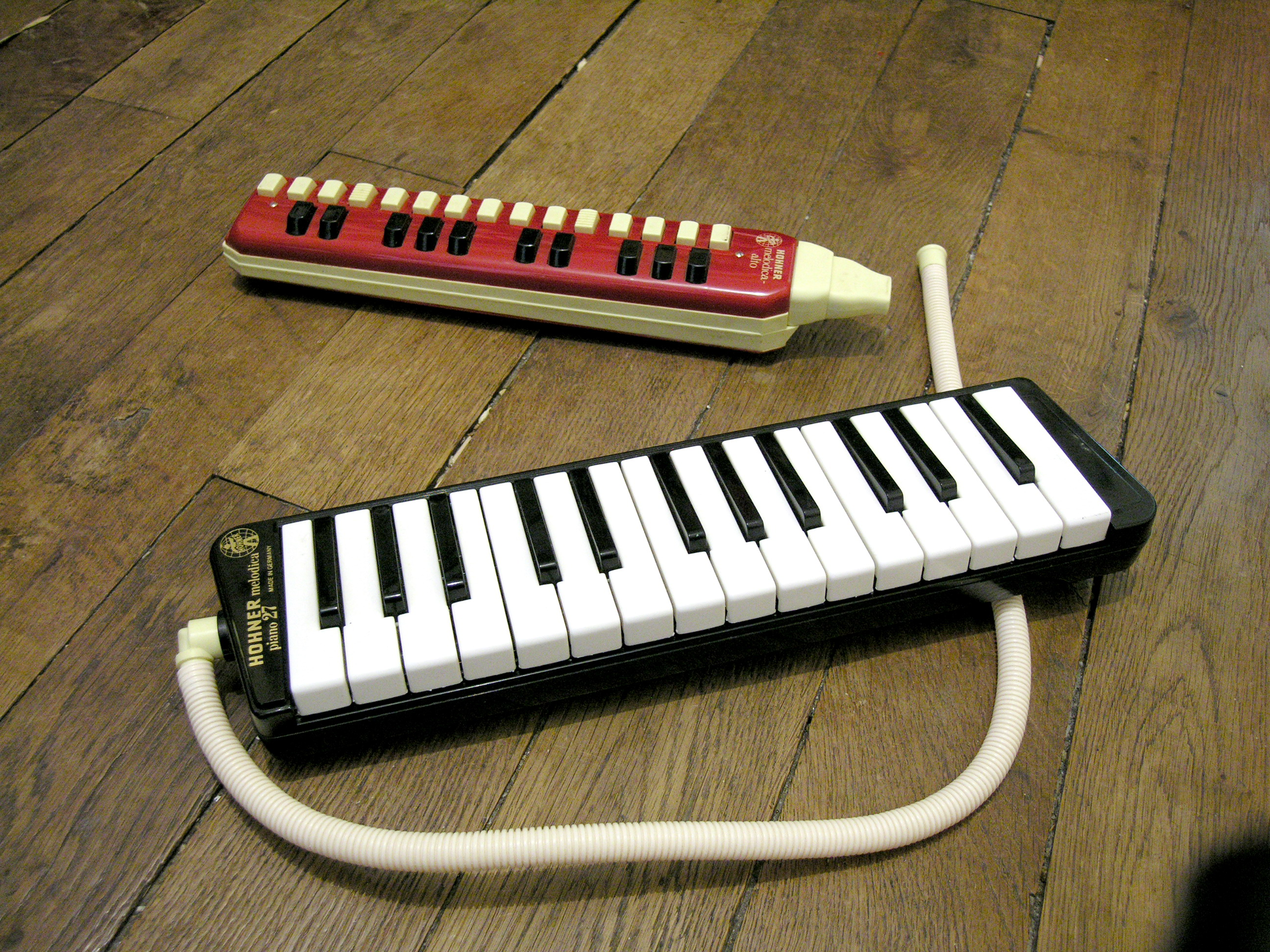
Дві мелодики

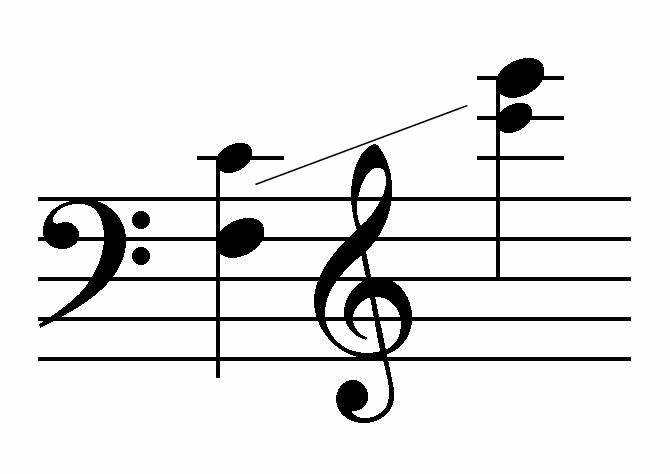
Приблизний Діапазон (музика) для інструментів групи мелодика

Мело́дика, мелоді́йна гармо́ніка (також відома під назвами мелодіон, піаніка, мелодігорн, клавієта) — невеликий язичковий клавішно-пневматичний музичний інструмент з родини гармонік, що має деяку подібність до акордеона (теж пневматичний інструмент з клавіатурою фортепіанного типу) і губної гармоніки. Він має від 20 до 37 клавіш.

Клавіатура на 3 октави

Звук створюється видуванням повітря через мундштук з одночасними натисканнями відповідних клавіш на клавіатурі, які відкривають клапани для проходження повітряного струменя через язички. Як правило, інструмент має дві — дві з половиною октави.

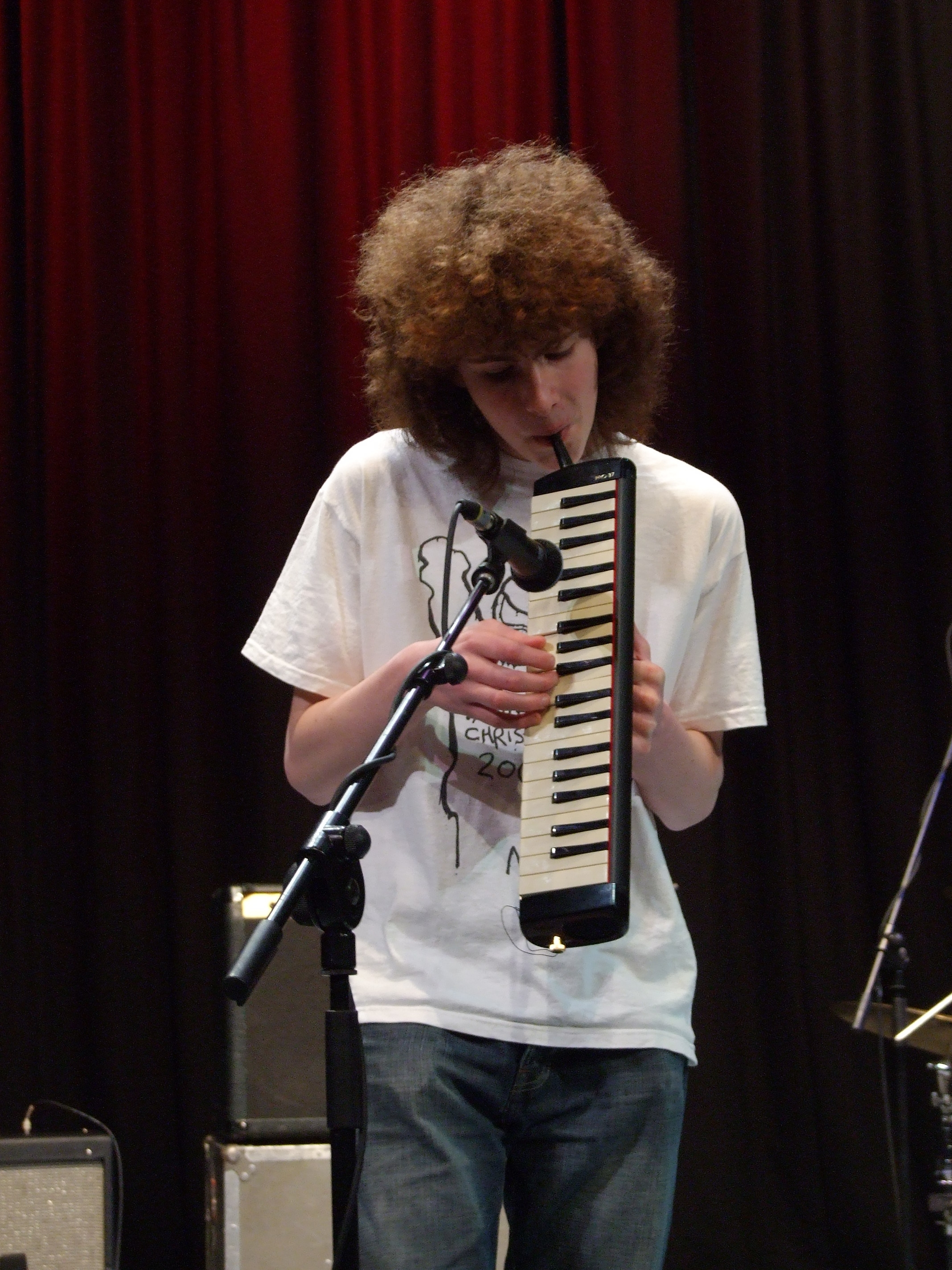
Мелодика без трубки

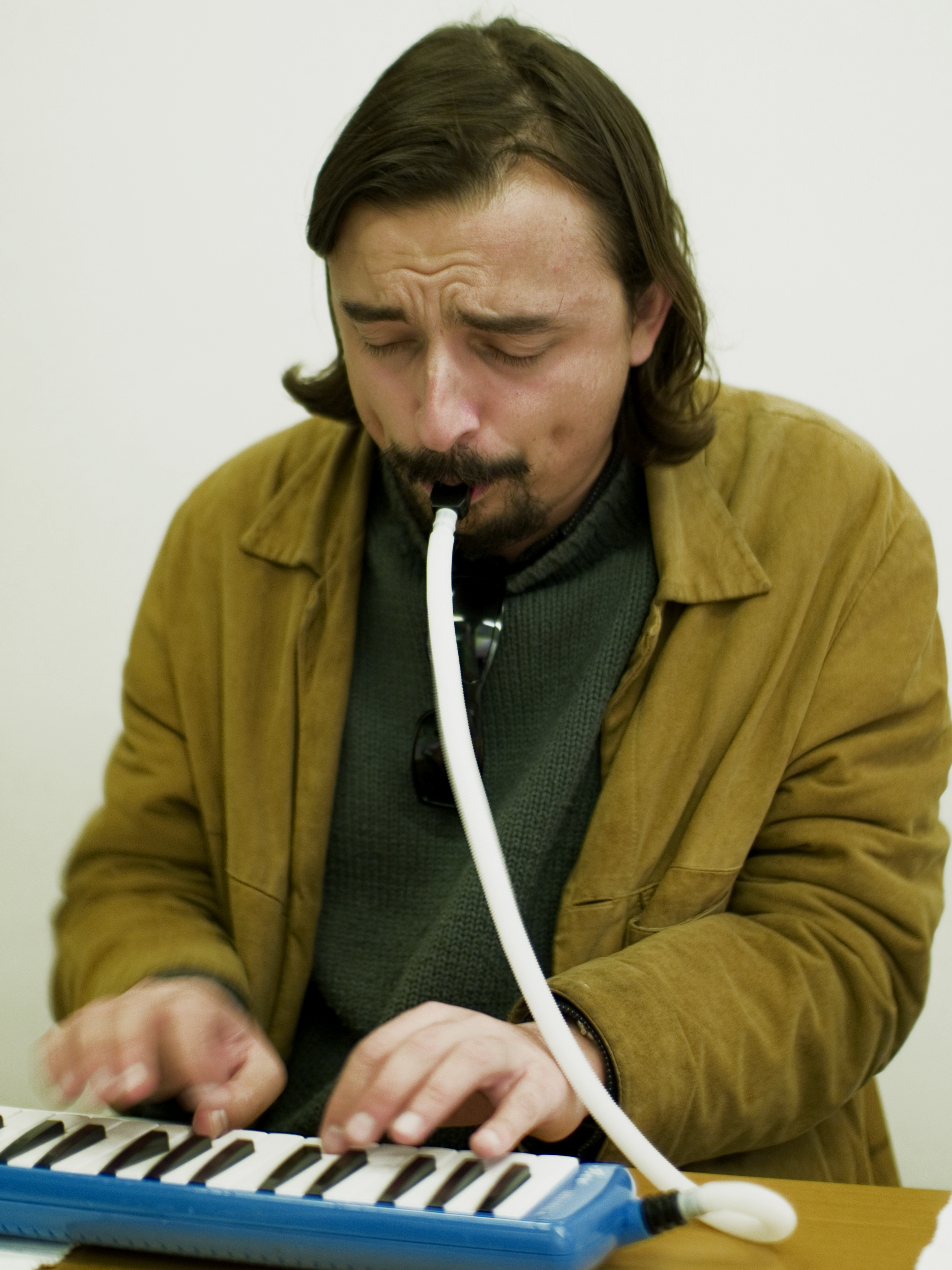
Мелодика з трубкою

До інструменту часто додають м'яку пластикову трубку, що тягнеться до мундштука, тому його можна покласти на підставку і грати на ньому обома руками, як на фортепіано. Перевагою мелодики є її низька ціна порівняно з іншими клавішними інструментами.

## Типи мелодик
Мелодики класифікуються перш за все за діапазонами звучання. Мелодики з різними діапазонами відрізняються також і формою.
Сопра́нові і альто́ві мелодики мають вищий, пронизливіший і тонший звук, ніж тенорові мелодики. На деяких з них грають обома руками відразу: ліва рука грає на чорних клавішах, а права рука грає на білих клавішах.

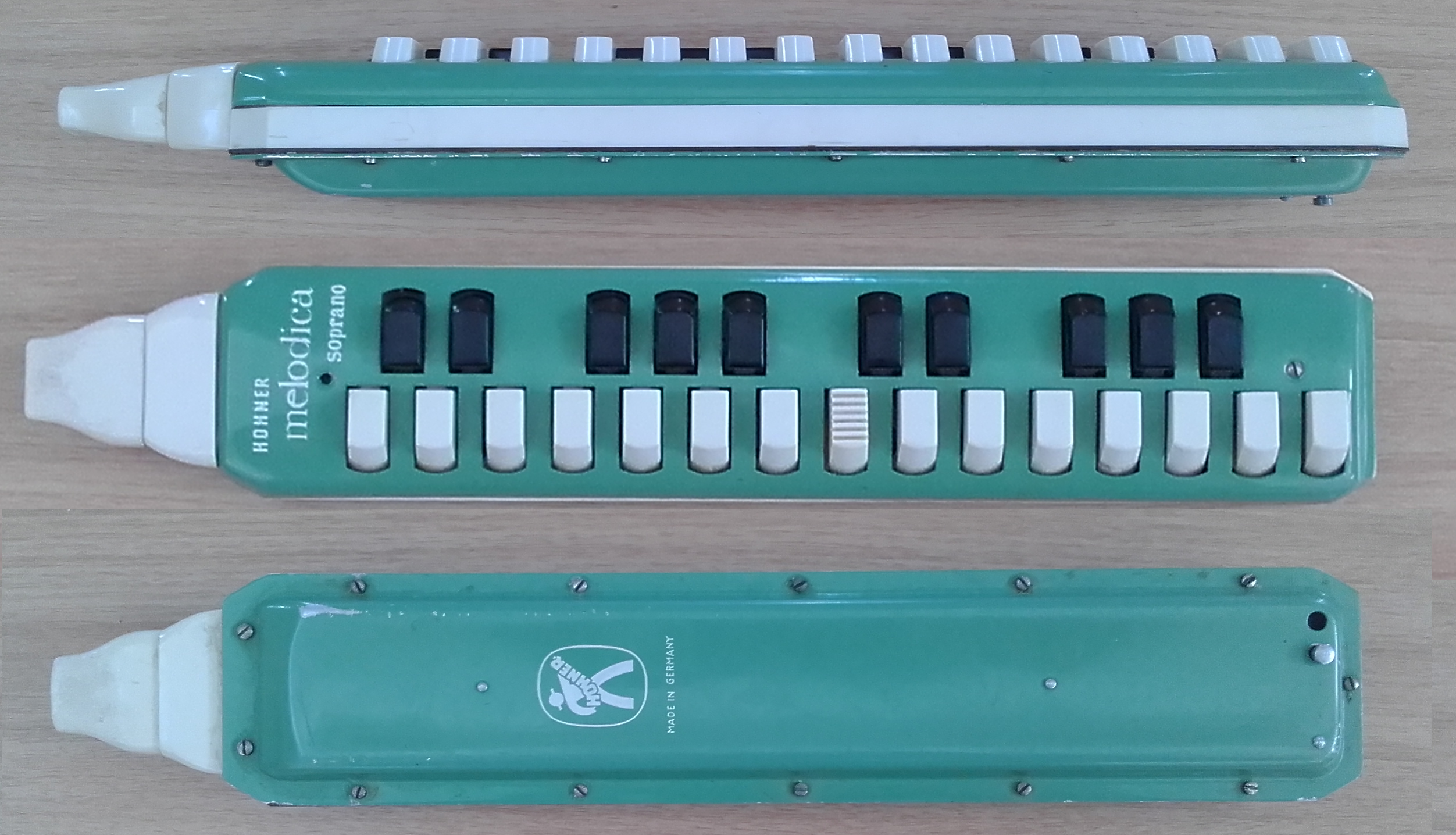
Сопранова мелодика

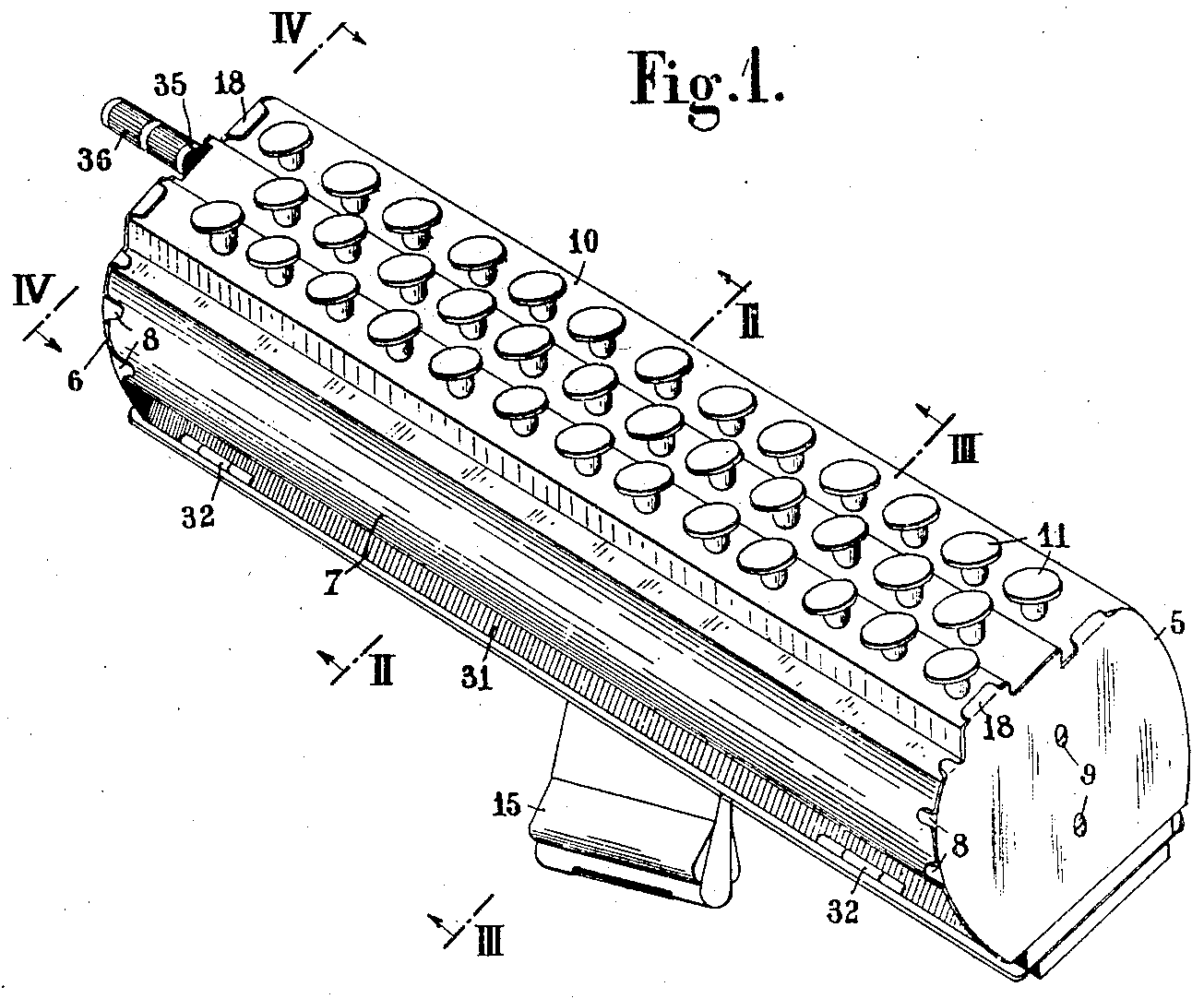
Акордина

Теноро́ві мелодики мають нижчий звук ніж сопранові. Лівою рукою тримають за ручку на основі, а правою рукою грають на клавіатурі. На теноровій мелодиці можна грати і двома руками, якщо вставивити трубку в мундштуковий отвір і покласти мелодику на плоскій поверхні.
Басо́ві мелодики також існують, але вони менше поширені.
Акордина, як правило, зроблена з металу і відрізняється від мелодики клавіатурою — її клавіші мають вигляд кнопок, як у хроматичному баяні.

## Популяризатори мелодики
Як серйозний музичний інструмент мелодика вперше була використана у 1966 році музикантом Стівом Райшем у його творі «Мелодика».
Бразильський мультиінструменталіст Ермето Паскоаль розробив техніку, яка полягає у співі під час гри на мелодиці. В 1970-х роках гру на мелодиці популяризував ямайський музикант Августус Пабло.